# Hochmaderer
Hochmaderer är ett berg i Österrike.   Det ligger i distriktet Bludenz och förbundslandet Vorarlberg, i den västra delen av landet, 500 km väster om huvudstaden Wien. Toppen på Hochmaderer är 2 823 meter över havet, eller 367 meter över den omgivande terrängen. Bredden vid basen är 2,3 km.
Terrängen runt Hochmaderer är huvudsakligen bergig. Runt Hochmaderer är det ganska glesbefolkat, med 25 invånare per kvadratkilometer.. Närmaste större samhälle är Schruns, 17,2 km nordväst om Hochmaderer. 
Trakten runt Hochmaderer består i huvudsak av gräsmarker.